# Lincoln Continental
Lincoln Continental ist eine Baureihe von Luxusfahrzeugen der zur Ford Motor Company gehörenden Marke Lincoln. Continentals wurden mit Unterbrechungen von 1940 bis 2020 produziert. Je nach Zählweise sind dabei etwa 10 Generationen entstanden. Im Laufe der Jahre änderte sich die Position des Continental. Bis 1981 waren die Continental Full-Size-Cars und gehörten zu den größten in Serie produzierten Fahrzeugen. In dieser Zeit wurden sie zu einem „Inbegriff des amerikanischen Straßenkreuzers“. Danach wurde der Name Continental auf kleinere, aber teurere Limousinen übertragen, die im Intermediate-Bereich positioniert waren. Ein außergewöhnliches Gestaltungsmerkmal der Jahrgänge 1961 bis 1969 waren die Portaltüren der viertürigen Limousinen und Cabriolets, die sich in dieser Form bei keinem anderen Serienmodell fanden. Die Full-Size-Continentals wurden nicht nur in den USA, sondern weltweit vielfach als Staatskarossen verwendet.

## Lincoln Continental (1940–1942 und 1946–1948)
Die Bezeichnung „Continental“ wurde erstmals 1940 für eine Ausstattungsvariante des Lincoln Zephyr verwendet. Wie in der gesamten US-Automobilindustrie wurde im Winter 1941/42 die Herstellung zugunsten der Kriegsgüterproduktion unterbrochen. Ab Ende 1945 nahm Lincoln die Fertigung von Luxusfahrzeugen wieder auf. Man knüpfte an die zuvor produzierten 1941er-Modelle an, jedoch mit überarbeitetem Kühlergrill. Die 130 PS starken, rund 5000 cm3 großen Zwölfzylindermotoren konnten den Wagen auf eine Höchstgeschwindigkeit von 155 km/h bringen. Einige Versionen waren vornehmlich für den Chauffeurbetrieb gedacht.
Von 1949 bis 1955 nutzte Lincoln den Namen Continental nicht.

## 1956–1960: Die Modelle der Continental Division

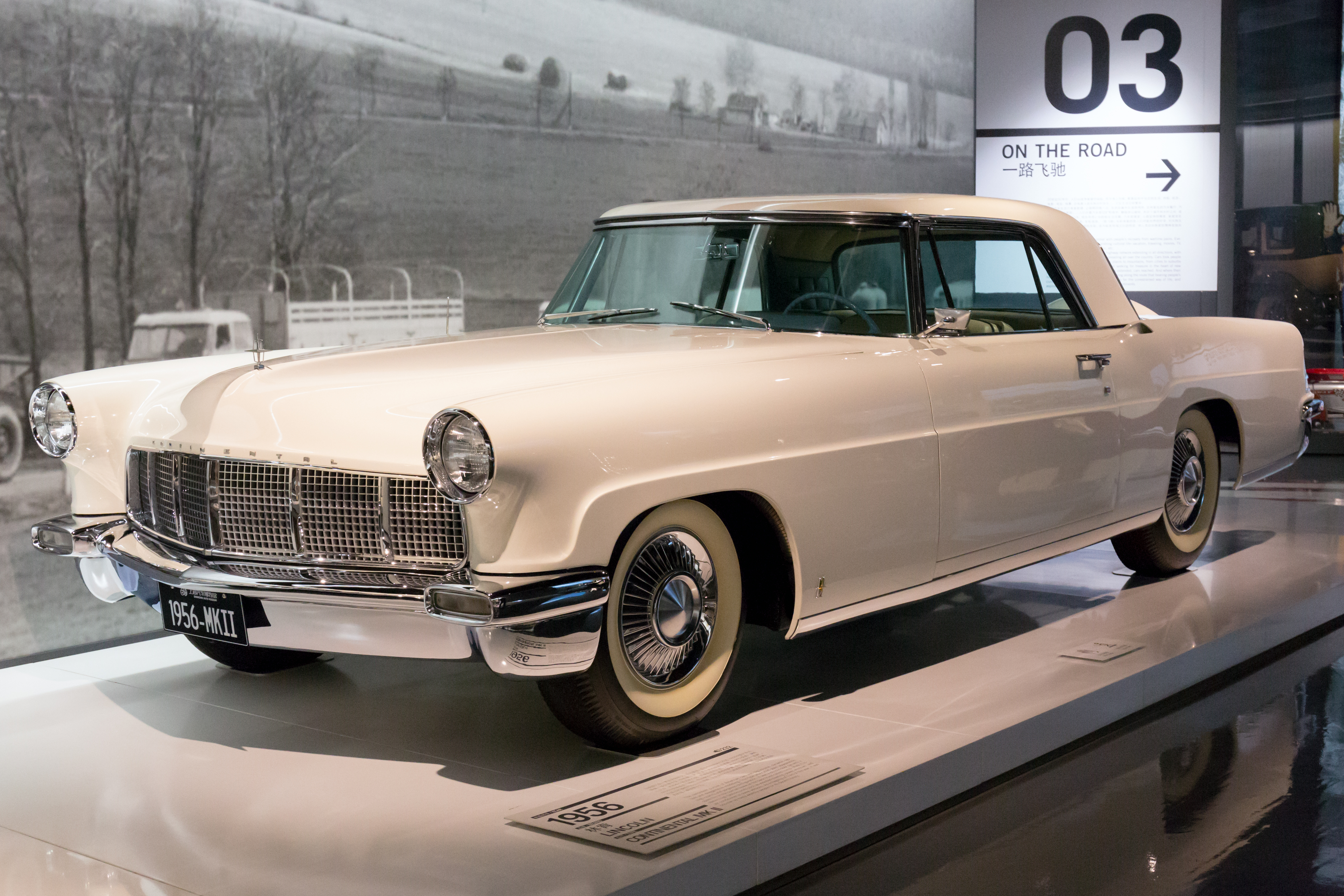
Begründete die Continental Mark Series: Der Continental Mark II von 1956

In den Jahren 1956 bis 1960 bot die Ford Motor Company verschiedene als Continental bezeichnete Fahrzeuge an. Sie waren formal keine Lincolns, sondern wurden von der Continental Division hergestellt, einer 1952 eigens dazu gegründeten weiteren Ford-Tochter, die im Markt über Lincoln angesiedelt war. Die Continental-Modelle wurden parallel zu Lincolns Standard-Modellen Capri und Premiere angeboten.
Das erste Modell der Continental-Division war der Continental Mark II, ein exklusives Luxuscoupé, das mit einem Verkaufspreis von etwa 10.000 Dollar das teuerste US-amerikanische Automobil seiner Zeit war. Mit der Bezeichnung Continental Mark II knüpfte Ford an den ersten Continental der 1940er-Jahre an, der als stilistischer Meilenstein angesehen worden war. Dieses Fahrzeug war eine Eigenentwicklung und teilte nur wenige Komponenten mit den regulären Lincoln-Modellen. Es wurde von 1956 bis 1957 in nur 1800 Exemplaren hergestellt. 1958, 1959 und 1960 wurden weitere Fahrzeuge unter der Bezeichnung Continental angeboten. Sie erhielten die Bezeichnungen Continental Mark III, Mark IV und Mark V (wiederum ohne Lincoln-Zusatz), waren – anders als der Continental Mark II – aber keine eigenständigen Modelle mehr, sondern lediglich anspruchsvoll ausgestattete und hochpreisige Versionen der zeitgenössischen Lincoln-Grundmodelle, denen sie sehr ähnlich sahen.
Ab 1961 wurde der Name Continental zur Modellbezeichnung für Lincolns Standardfahrzeuge. Die Autos hießen nun (wieder) Lincoln Continental; Hersteller war Lincoln oder die Lincoln-Mercury-Division.
Die Continental Mark-Series wurde 1969 mit dem Continental Mark III erneut etabliert. Er war ein Luxuscoupé, das in Anlehnung an den Mark II von 1956 nicht die Modellbezeichnung Lincoln trug, tatsächlich aber – anders als das Vorbild – von der Lincoln-Mercury-Division mit Großserientechnik von Ford hergestellt wurde. Die Nomenklatur gab seit 1969 insoweit zur Verwirrung Anlass, als Lincolns Standard-Modelle weiterhin als Lincoln Continental (also mit dem Unternehmenszusatz Lincoln) bezeichnet wurden.

## 1961 bis 1980: Full-Size-Modelle
Zwischen 1961 und 1980 trugen Lincolns Fullsize-Modelle die Modellbezeichnung (Lincoln) Continental. Sie waren zeitweise die längsten und schwersten Serienfahrzeuge, die in den USA hergestellt wurden. Generell wird zwischen den Modellen der sogenannten vierten Generation (1961 bis 1969) und denen der fünften Generation (1970 bis 1979) unterschieden. Innerhalb der jeweiligen Generationen ergaben sich im Laufe der Modelljahre wiederum einige stilistische und technische Modifikationen.

### Modelljahre 1961–1969

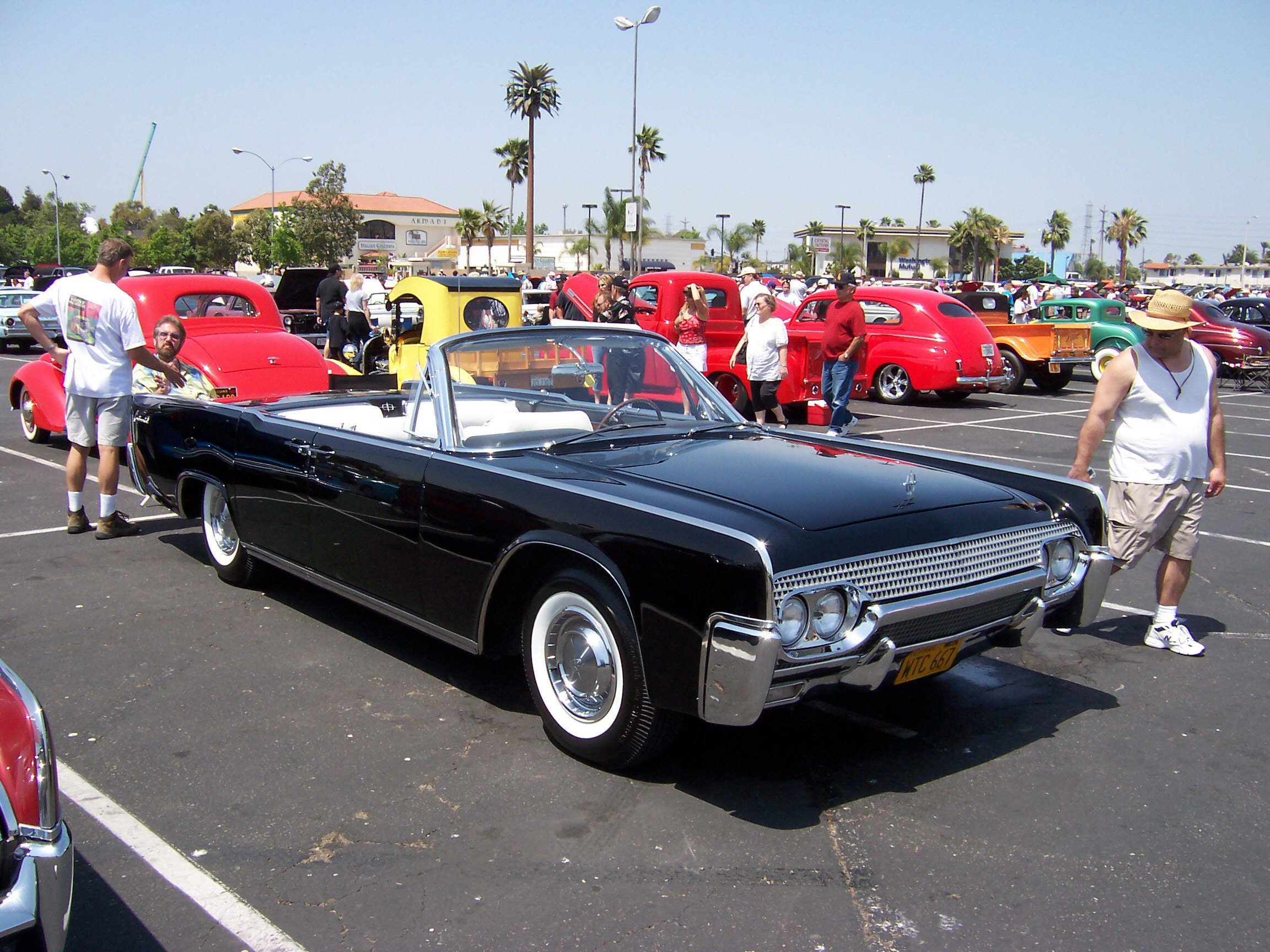
Das erste viertürige Cabriolet seit 1951: Der Lincoln Continental von 1961

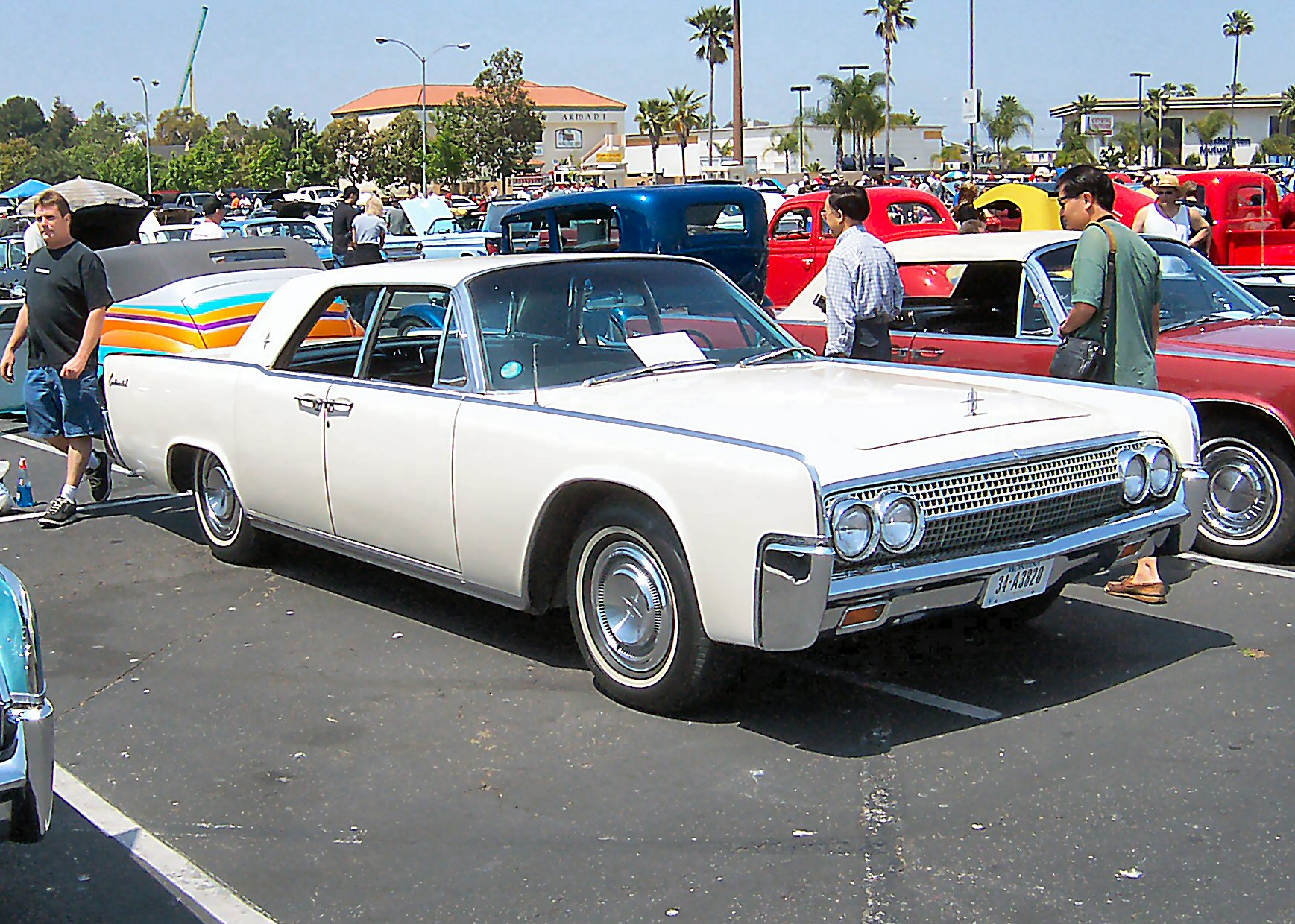
„Herausragender Beitrag zur Einfachheit und Eleganz des Automobildesigns“: Elwood Engels Lincoln Continental (hier ein Modell von 1963)

Mit dem Modelljahr 1961 stellte Lincoln ein vollständig neu gestaltetes Continental-Modell vor. Das von einem Team um Ford-Chefdesigner Elwood Engel gezeichnete Fahrzeug beendete die Schnörkel- und Heckflossen-Ära der 1950er-Jahre. Stattdessen waren die Linien des Continental gerade und fließend, die Flächen waren glatt und großzügig gestaltet. Zugleich verzichtete man auf übermäßige Dekoration durch Chromteile. Der neunte Continental änderte das Image der Marke Lincoln über Nacht. Es war das erste Auto, dem der in den USA prestigeträchtige „Industrial Design Award“ des Industrial Designers Institute (IDI) verliehen wurde; die Entscheidung war damit begründet, dass der Continental einen „herausragenden Beitrag zur Einfachheit und Eleganz des Automobildesigns“ liefere. Wie der Vorgänger ab 1958 war auch dieser Continental in teilweise selbsttragender Bauweise („unitized body“ oder „Unibody“) konstruiert. Engels exzellentes Design geht auf einen Entwurf zurück, den er ursprünglich für den Ford Thunderbird 1958 vorgeschlagen hatte, der dort aber unberücksichtigt geblieben war. Für den Lincoln Continental wurde er überarbeitet (längerer Radstand, vier statt zwei Türen). Der Continental war das erste Serienauto mit gebogenen Seitenscheiben. Gebaut wurde er im Werk Wixom auf Parallelbändern mit dem Thunderbird. Mit diesem war er technisch eng verwandt; die Continental-Plattform war eine verlängerte Version des Thunderbird. Ungeachtet seiner gänzlich eigenständigen Karosserie teilte der Continental auch sonst viele mechanische Teile mit dem Ford Thunderbird der dritten Generation.
Der Continental war in mehreren Karosserieversionen erhältlich:
- Von 1961 bis 1969 wurde er als viertürige Limousine angeboten. Eine stilistische Besonderheit waren die hinten angeschlagenen hinteren Türen, die es in dieser Form in den 1960er-Jahren nur bei Lincoln gab.

- Von 1961 bis 1967 war alternativ ein viertüriges Cabriolet lieferbar, das – mit Ausnahme der Dachkonstruktion – der Limousine entsprach. Die Seitenfenster waren rahmenlos, es blieben also keine Rahmen stehen. Den Verdeckmechanismus teilte der Continental mit dem Thunderbird. Er ist eine Weiterentwicklung des Systems, das Ford und Lockheed ursprünglich für ein versenkbares Metalldach für den Continental Mark II entwickelt hatten. Dort war es zu teuer, so dass es schließlich von 1957 bis 1959 im Ford Fairlane 500 Skyliner Retractable verwendet wurde. Als technische Notwendigkeit resultierte daraus eine hinten angeschlagene Kofferraumklappe, unter die sich das komplett zusammenklappbare Stoffverdeck versenkte. Dem Nachteil des eingeschränkten Zugangs zum Kofferraum steht ein spektakulärer Öffnungs- und Schließvorgang gegenüber. Elektrisch betriebene Schrauben in der A-Säule ziehen das Verdeck beim Schließen wasserdicht zu; das damals übliche manuelle Verriegeln entfällt. Der Continental war Amerikas erstes viertüriges Cabriolet seit dem Frazer Manhattan von 1951.

- 1966 wurde außerdem ein zweitüriges Hardtop-Coupé im sogenannten Coke-Bottle-Stil mit einer sehr breiten C-Säule und geschwungenen hinteren Kotflügeln eingeführt – nicht zu verwechseln mit dem 1969 vorgestellten Continental Mark III.

- Im Auftrag von Lincoln konstruierte der amerikanische Karosseriehersteller Lehmann-Peterson verschiedene verlängerte Limousinen auf der Basis des Continental mit meist 4,06 Meter (160 Zoll) Radstand. Sie hatten üblicherweise einen geschlossenen Aufbau; einige Ausführungen waren aber auch als Cabriolet gestaltet. Sie wurden insbesondere bei Paraden eingesetzt. Auch andere Karosseriehersteller wie Armbruster, Stageway oder Andy Hutton boten Limousinenversionen des Continental an.

Das Aussehen und die Technik des Continental wurde fast jedes Jahr modifiziert. Der Kühlergrill wurde mehrfach geändert, Gleiches gilt für Form und Einfassungen der Leuchteinheiten, 1966 gaben die Stylisten dem Auto einen verlängerten Kühlergrill, der die später für Ford typische „Knudsen-Nase“ vorwegnahm. Die Bezeichnung geht auf den Ford-Manager Semon E. „Bunky“ Knudsen zurück. Die meisten der unter seiner Zeit neu vorgestellten oder überarbeiteten Ford-Modelle hatten einen die Stoßstangenlinie durchbrechenden Kühlergrill. Das gilt auch für europäische Ford-Produkte wie beispielsweise den Ford Taunus TC. Mit dem Modelljahr 1964 verlängerte Lincoln den Radstand um 7,5 Zentimeter. Dadurch ergab sich mehr Knieraum für die Passagiere im Fond.
Im Modelljahr 1969 gab es erstmals ein „Town Car“-Innenausstattungspaket für den Continental (gegen einen Aufpreis von 249 Dollar); in späteren Jahren wurde die Bezeichnung des Öfteren für eine besonders luxuriöse Ausstattungsvariante des Continental gebraucht.
Die Lincoln Continentals der 1960er-Jahre sind heute gesuchte Oldtimer. Insbesondere Modelle der ersten drei Jahrgänge erreichen für amerikanische Fahrzeuge ungewöhnlich hohe Gebrauchtwagenpreise. Für viertürige geschlossene Lincoln Continental von 1961 und 1962 werden, soweit sie sich in exzellentem Zustand befinden, bis zu 26.000 Euro verlangt; die Cabriolet-Version erreicht Preise von über 45.000 Euro.

### Modelljahre 1970 bis 1979

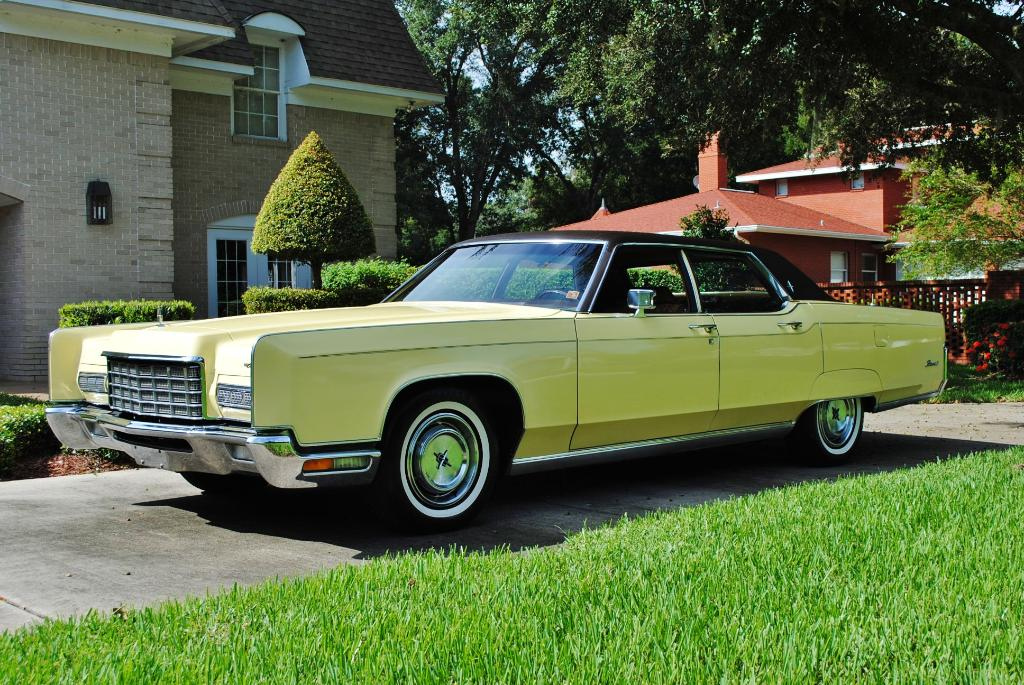
Lincoln Continental (1972)

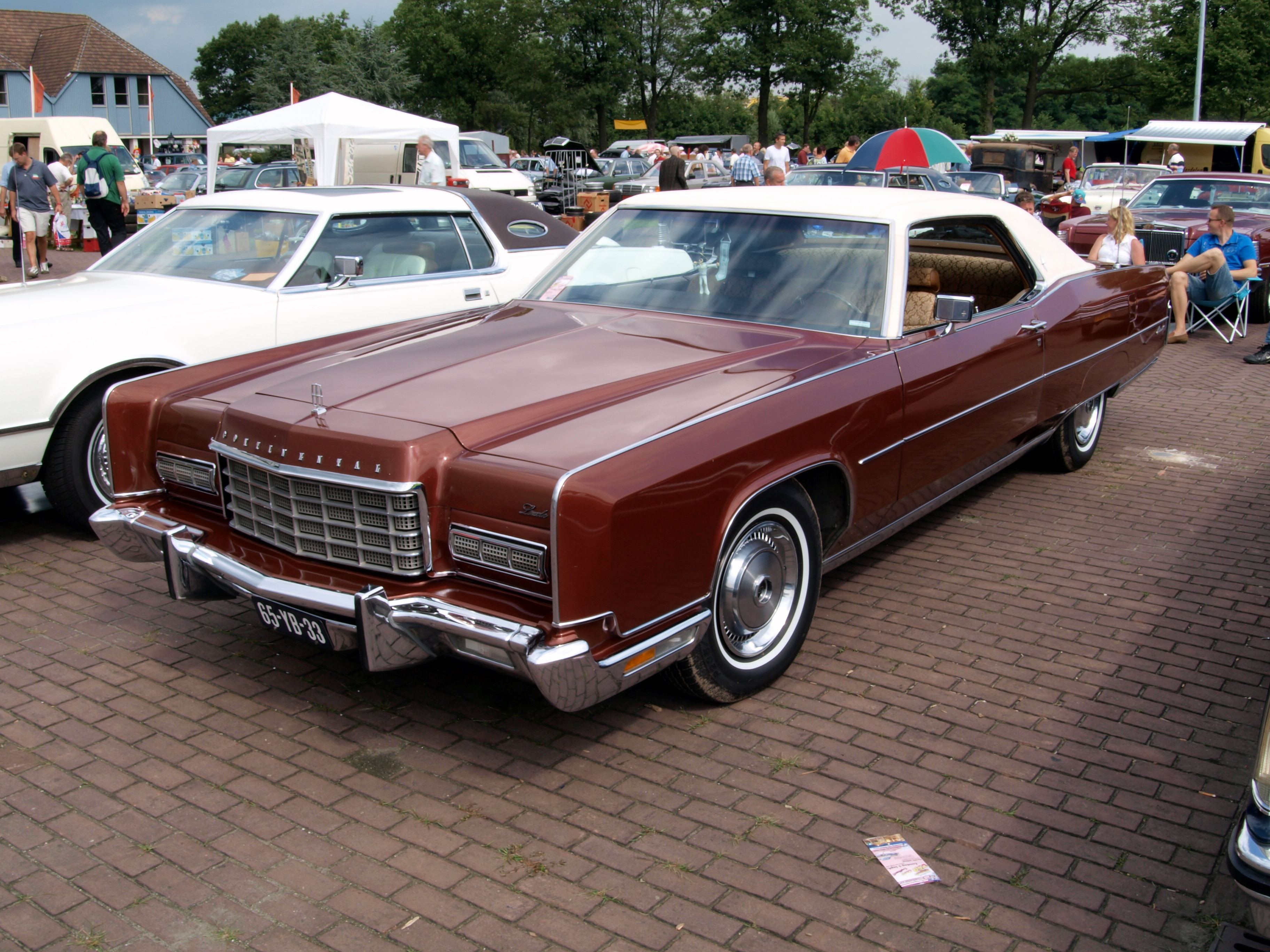
Lincoln Continental Coupé (1973)

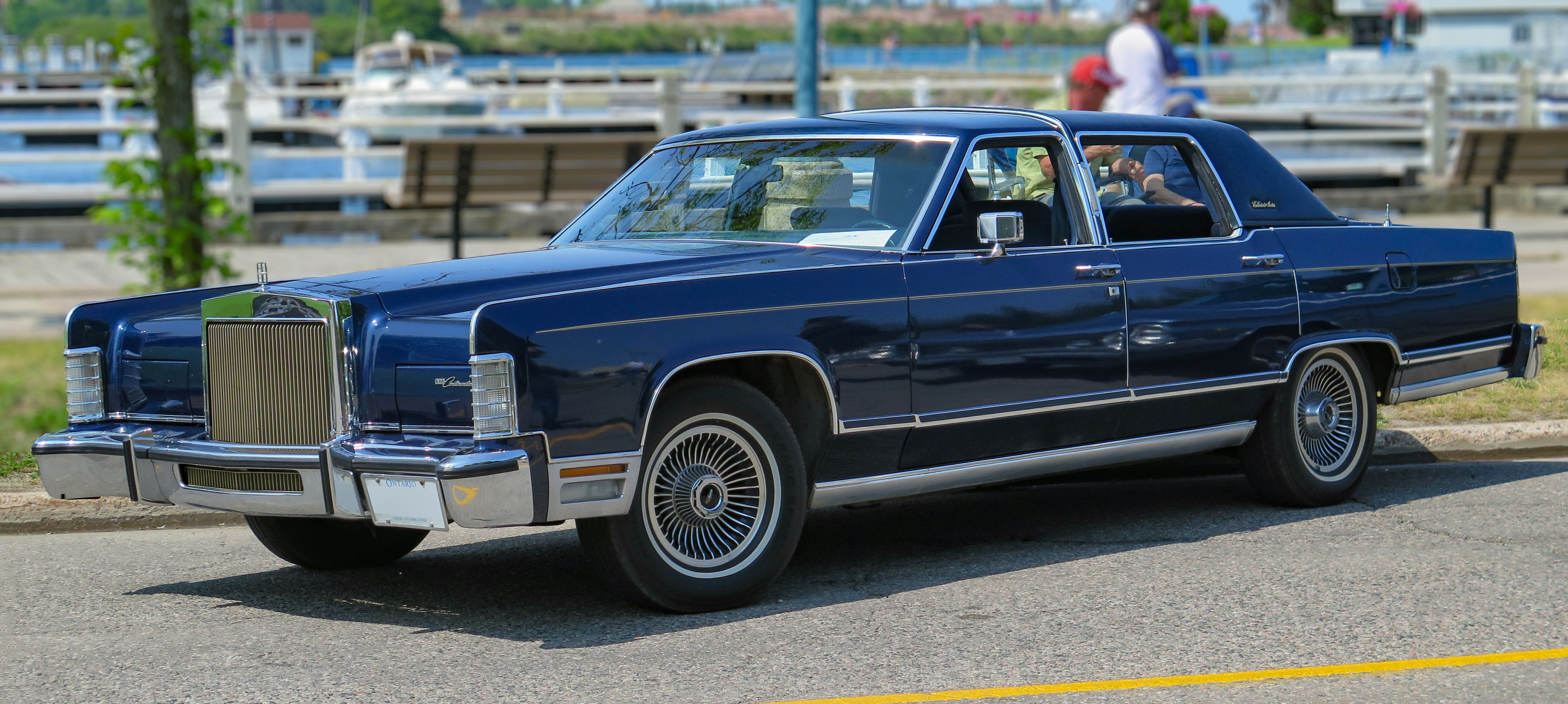
Lincoln Continental Collector’s Series (1979)

In den 1970er-Jahren begann Lincoln im Zuge der Plattformstrategie für die Lincoln-Mercury-Division in immer stärkerem Maße Ford-Serienteile und ‑motoren zu verwenden. 
Die 1970 eingeführte fünfte Continental-Generation hat deshalb keine selbsttragende Karosserie mehr, sondern separaten Rahmen mit aufgesetzter Karosserie. Technisch stimmen Rahmen und Fahrwerk des Lincoln mit denen der zeitgenössischen Full-Size-Mercurys überein, allerdings ist der Radstand des Lincoln 153 mm länger. Die als „resolut und quaderförmig“ beschriebene Karosserie des Continental wurde für das Modelljahr 1970 neu gestaltet. Ein wesentlicher Unterschied zu den Vorgängern ist das Türkonzept der Viertürer: Anstelle der Portaltüren, die seit 1961 ein Erkennungsmerkmal der Continental-Reihe waren, sind ab 1970 auch die hinteren Türen vorn angeschlagen. 1975 gab es ein größeres Facelift, das vor allem die Flanken, das Dach und die Heckpartie betraf. Abgesehen davon wurde die Karosserie im Laufe des Produktionszeitraums nahezu jährlich in Details verändert. Die Kühlermaske erhielt mehrfach eine neue Form: Nachdem anfänglich eine Verkleidung mit waagerechten Streben zum Einsatz gekommen war, zeigten die Modelle ab 1977 eine große Kühlermaske aus Edelstahl, die den traditionellen Rolls-Royce-Kühler kopierte und eine Verbindung zu den teuren Zweitürern der Continental-Mark-Serie herstellen sollte. 
Antriebsseitig kamen ausschließlich großvolumige Achtzylinder-V-Ottomotoren zum Einsatz: Von 1970 bis 1976 war ein 7538 cm³ (460 cui) großer Big-Block-Motor aus der Lima-Reihe die einzige Motorisierung. Sie wurde in jedem Modelljahr nur in einer einzigen Leistungsstufe angeboten. Die Netto-Leistung  fiel von 224 SAE-PS im Jahr 1972 auf 202 SAE-PS (1976). Ab dem Modelljahr 1977 war ein 6555 cm³ (400 cui) großer Achtzylinder-V-Motor aus der Cleveland-Familie die Serienmotorisierung. Seine Leistung lag zunächst bei 179 SAE-PS (1977) und sank im Modelljahr 1979 auf 159 SAE-PS. In den Jahren 1977 und 1978 war der große 7,5-Liter-Motor noch wahlweise erhältlich, während 1979 nur noch der 6,6-Liter-Motor im Programm stand. Die Kraftübertragung übernahm in allen Jahren ein automatisches Dreiganggetriebe von Ford.
Lincoln nahm im Laufe der Jahre einige Sonderserien ins Programm auf. Dazu gehören eine Town-Car-Version, die ab 1971 durchgängig in einer vier- und ab 1973 als in einer zweitürigen Ausführung erhältlich war und sich vom Basismodell durch eine bessere Ausstattung abhob. In den Modelljahren 1977 bis 1979 gab es außerdem eine Williamsburg Town Car genannte Variante, die „noch exklusiver“ als das Town Car war. 1979, im letzten Modelljahr, legte Lincoln eine Collector’s Series auf, mit der der Abschied von den Full-Size-Modellen begangen werden sollte.
In die Produktionszeit der fünften Continental-Generation fallen tiefgreifende regulatorische Maßnahmen der US-amerikanischen Behörden, die sowohl Reaktionen auf steigende Rohstoffpreise infolge der Ersten Ölkrise 1973 waren als auch veränderte Vorstellungen zum Umweltschutz und zur Fahrzeugsicherheit aufnahmen. Sie betrafen unter anderem den Flottenverbrauch. Hinzu kam die im Januar 1973 aus Umweltschutzgründen angeordnete zwingende Verwendung von Abgaskatalysatoren für alle ab 1975 neu zugelassenen Autos, die die Anpassung der Motoren an bleifreies Benzin erforderte. In der Konsequenz waren die Hersteller damit gezwungen, in jedem Marktsegment kleinere, leichtere und damit verbrauchsgünstigere Fahrzeuge zu entwickeln. Während Lincolns Konkurrent Cadillac das Downsizing bereits zum Modelljahr 1977 mit einer deutlich kürzeren und leichteren fünften Generation des DeVille umgesetzt hatte, verzögerte sich der Prozess bei Ford. Ein neuer, kleinerer Continental erschien erst zum Modelljahr 1980. Bis dahin blieb der alte Continental, der technisch auf das Jahr 1970 zurückging, im Programm. Im Modelljahr 1979 war er der längste in Serie hergestellte PKW der Welt; eine Quelle beschreibt ihn in diesem Jahr als den „Letzten der Dinosaurier“. Nicht zuletzt wegen seiner Größe, die am Ende der Produktionszeit ein Alleinstellungsmerkmal war, war der alte Continental in den späten 1970er-Jahren auf dem nordamerikanischen Markt noch einmal sehr erfolgreich: „Jeder, der 1979 ein wirklich großes Auto kaufen wollte, hatte keine andere Wahl als den Lincoln Continental.“

### Modelljahr 1980

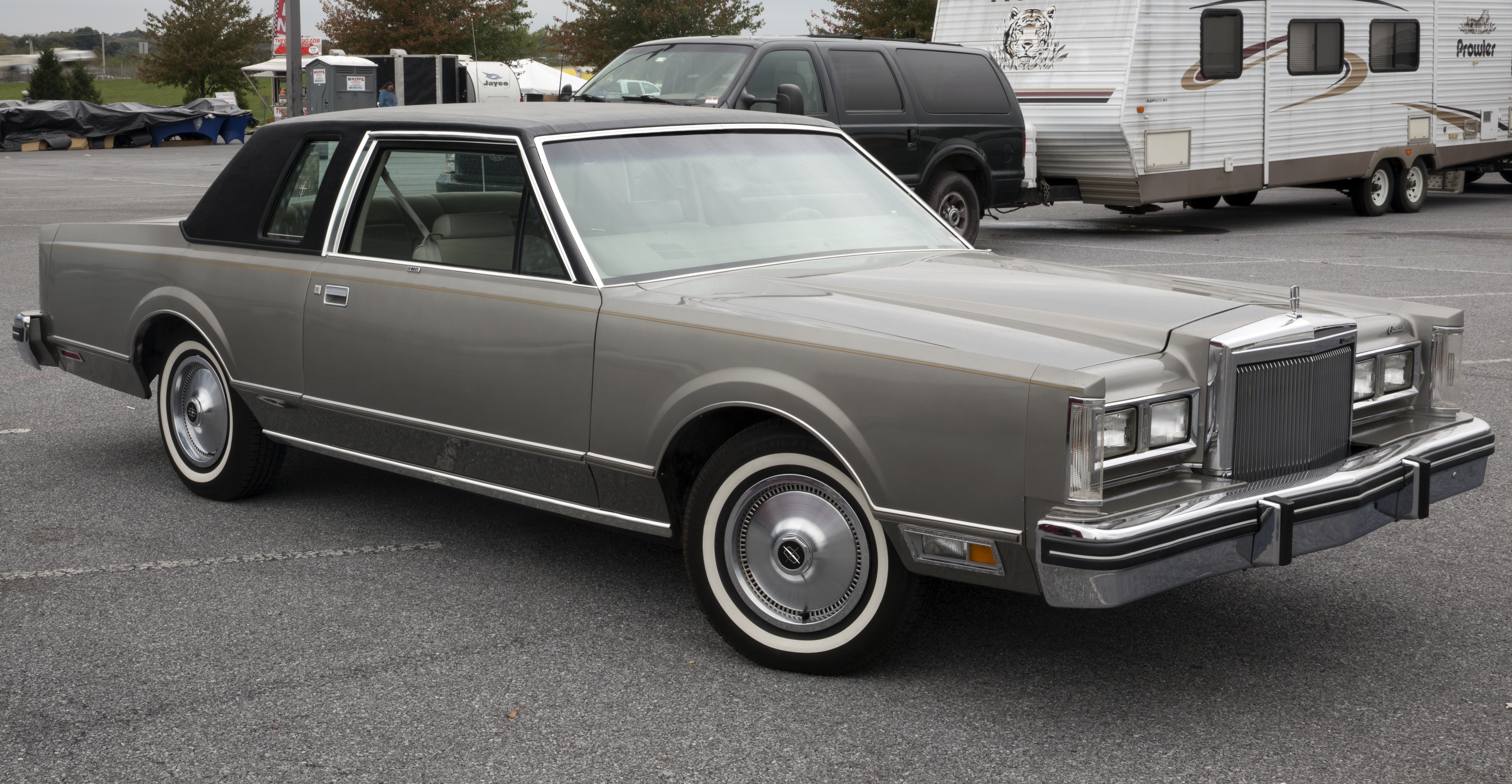
Auf kleinerer Fox-Plattform: Continental (1980), baugleich mit dem späteren Town Car

Erst die zweite Ölkrise 1979 bewirkte ein Ende der klassischen Continentals. Ab 1980 wurden die Fahrzeuge zunehmend leichter gebaut und mit kleineren Motoren ausgestattet. Der für das Modelljahr 1980 vorgestellte Continental basierte auf Fords kleinerer Panther-Plattform, die einen um 23 cm verkürzten Radstand aufwies und in der Länge 40 cm verlor. Ungeachtet dessen verringerten sich die Innenabmessungen des Wagens gegenüber den Vorgängern nicht; einige Maße vergrößerten sich sogar.
1980 war der Lincoln Continental das Basismodell im Lincoln-Programm. Die hochwertigere, deutlich besser ausgestattete Version wurde in dieser Zeit als Continental Mark VI (ohne den Zusatz „Lincoln“) verkauft, die es – erstmals in der Geschichte der Mark Series – nicht nur als zweitüriges Coupé, sondern auch als viertürige Limousine gab. Technisch und gestalterisch entsprach der Mark VI weitgehend dem Continental. Äußerlich unterschieden sich die Modelle vor allem durch ihre Frontpartie: Während der Continental über vier unverdeckte Rechteckscheinwerfer verfügte, hatte der Mark VI Klappscheinwerfer. Dem Mark VI vorbehalten war außerdem ein Opera Window, also ein ovales Fenster in der C-Säule.
Mit dem Modelljahr 1981 wurde der Lincoln Continental, ohne dass technische Änderungen eingetreten waren, zum Lincoln Town Car. Als Folge der Umbenennung gab es, ausschließlich 1981, auch ein zweitüriges Modell des Lincoln Town Car. Ein eigenständiges Modell des Continentals gab es 1981 nicht. Die Bezeichnung Lincoln Continental wurde erst ab 1982 wieder für eine Reihe kleinerer, aber hochwertiger Limousinen verwendet.

### Sonderaufbauten für die Full-Size-Contintentals

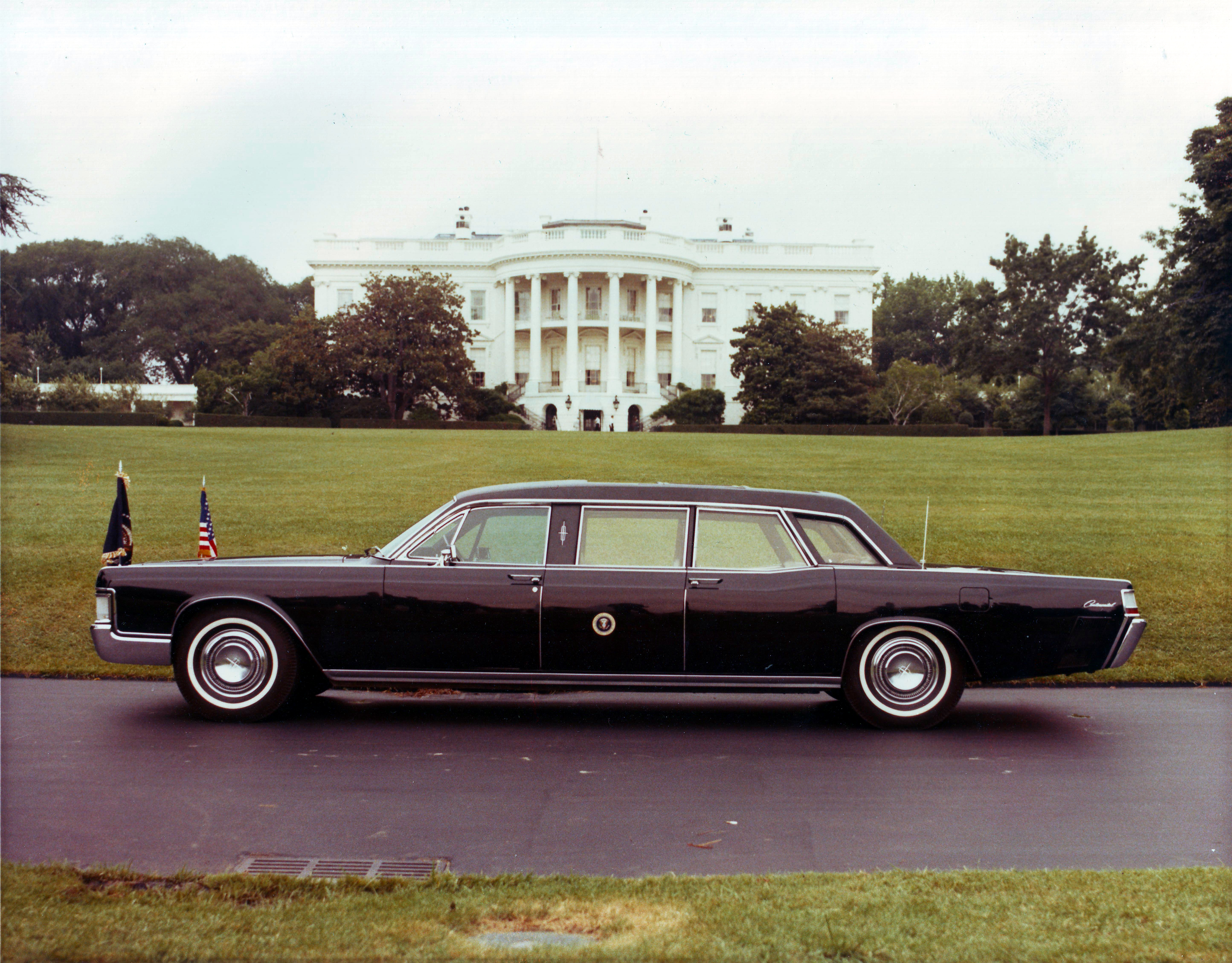
Präsidentenlimousine auf Basis des Lincoln Continental (1972)

Einige US-Präsidenten und andere Staatsoberhäupter nutzten verlängerte Continental-Limousinen als Repräsentationsfahrzeuge bzw. Staatskarossen.
Das in Michigan ansässige Karosseriebauunternehmen Andy Hotton Associates stellte seit 1970 im Auftrag einzelner Kunden eine Reihe spezieller Aufbauten auf der Basis des Continental her. Es entstanden zahlreiche, im Detail unterschiedliche Limousinen mit verlängerten Radständen; daneben produzierte Andy Hotton auf der Basis des zweitürigen Continental mehrere Cabriolets, die den Kühlergrill des Continental Mark IV trugen.
Schließlich wurden auch einige Bestattungsfahrzeuge auf Lincoln-Basis hergestellt. Viele dieser Fahrzeuge blieben lange in Betrieb. Einige wurden jahrzehntelang bei Staatsbegräbnissen eingesetzt. Anlässlich der Trauerfeiern für den nordkoreanischen Machthaber Kim Jong-Il im Dezember 2011 führten mehrere Continental der Baujahre 1975 bis 1979 einen Trauerzug durch Pjöngjang an. Ein Fahrzeug beförderte ein überlebensgroßes Porträt des Verstorbenen, auf einem zweiten wurde der Sarg transportiert.

## 1982–2002: Intermediates
Zum Modelljahr 1982 übertrug Lincoln die traditionsreiche Bezeichnung Continental auf eine kleinere Baureihe, die unterhalb der großen, nun Town Car genannten Full-Size-Modelle im Intermediate-Bereich positioniert war. Der neue, kleinere Continental löste den erfolglosen Lincoln Versailles ab. Er konkurrierte nun mit dem Cadillac Seville und war deutlich teurer als das Town Car. Von den Intermediate-Continentals produzierte Lincoln bis 2002 drei Serien, danach gab Lincoln die Modellbezeichnung zugunsten eines dreistelligen Buchstabencodes auf.

### Modelljahre 1982–1987

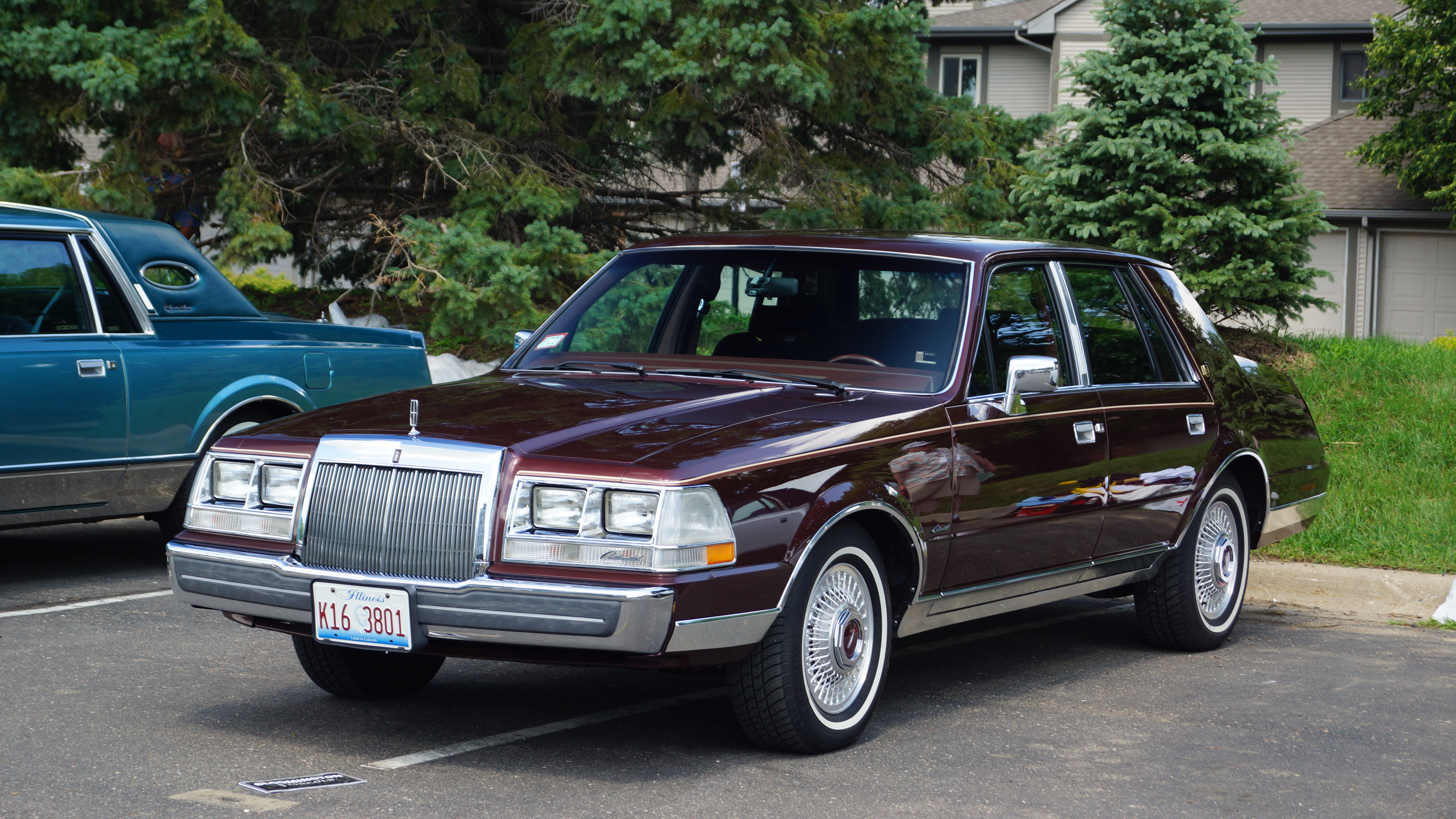
Lincoln Continental mit Givenchy-Paket (ab 1984)

Die erste Generation der Intermediate-Continentals basierte auf Fords Fox-Plattform. Sie war 1979 bei den Mittelklassemodellen Ford Fairmont und den Mercury Zephyr eingeführt worden. Für den Einsatz im Lincoln wurde sie um etwa 80 mm verlängert. Während der Cadillac Seville bereits seit 1980 auf einer Frontantriebsplattform beruhte, hielt Ford für seinen Seville-Konkurrenten am Hinterradantrieb fest.
Der Continental war nur noch als viertürige Stufenhecklimousine erhältlich. Die Karosserie war eigenständig. Anders als beim erfolglosen Versailles gab es keine äußeren Blechteile mehr, die mit Ford-Modellen austauschbar waren. Ein besonderes Merkmal des Continental war ein Bustle Back, das ein Stilmittel traditioneller britischer Oberklassemodelle wie die Hooper Empress Line aufgriff und sich seit 1981 in ausgeprägterer Form auch beim aktuellen Cadillac Seville fand. Im ersten Modelljahr war der Continental serienmäßig mit einem 4,9 Liter großen Achtzylinder-V-Motor ausgestattet; wahlweise war zum gleichen Preis ein 3,8 Liter großer Sechszylinder-V-Motor erhältlich. Beide Motoren waren mit Vergasern ausgestattet. Im zweiten Modelljahr wurden sie nicht mehr angeboten. Inzwischen war der 4,9-Liter-V8 mit Benzineinspritzung die Standardmotorisierung. Die Kraftübertragung übernahm serienmäßig eine Viergangautomatik von Ford. In den Modelljahren 1984 und 1985 gab es im Continental wie auch im Coupé Continental Mark VII wahlweise und gegen Aufpreis einen 2,4 Liter großen Sechszylinder-Turbodiesel, den Ford von BMW bezog. Er war mit einer Viergangautomatik von ZF gekoppelt. In zwei Jahren wurden insgesamt nur 1500 Continental mit Dieselmotoren verkauft.
Lincoln griff für den Continental die seit den 1970er-Jahren in der Mark-Series etablierte Tradition auf, bestimmte Ausstattungsversionen in Abstimmung mit international bekannten Designern anzubieten. Dazu gehörten besondere Ausstattungsdetails und Farbkombinationen. So gab es in einzelnen Jahren ein Givenchy- und ein Valentino-Paket. Die Designerpakete erhöhten den Basispreis um 3.100 bis 3.500 US$.

### Modelljahre 1988–1994

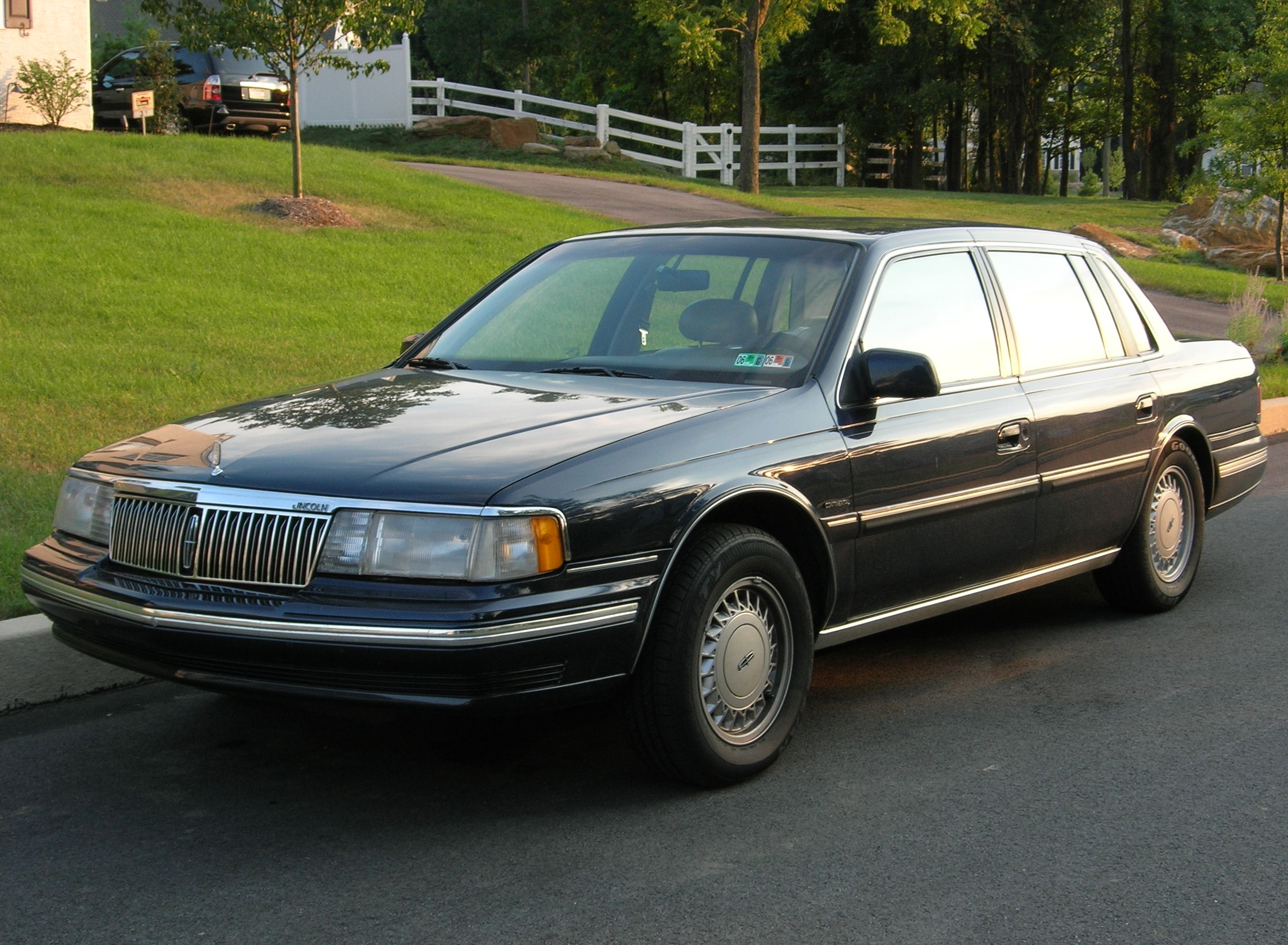
Lincoln Continental (1991)

1988 erschien die zweite Intermediate-Serie der Continentals. Sie war technisch mit den Mittelklassemodellen Ford Taurus und Mercury Sable gleich. Damit stellte Lincoln die Continental-Baureihe auf Frontantrieb um. Achtzylindermotoren waren nicht mehr erhältlich; die einzige Motorisierung war ein 3,8 Liter großer Sechszylinder-V-Motor, der anfänglich 140, später 150 und ab 1993 schließlich 160 hp leistete. Der Aufbau war nun an vielen Stellen nach aerodynamischen Gesichtspunkten gestaltet. Vorn hatte die Serie Breitbandscheinwerfer. Die Stoßstangen waren voll verkleidet und in die Karosserie einbezogen. Die Türöffnungen ragten in das Dach hinein, und es gab keine Regenrinnen mehr. Am Kofferraum verzichtete Lincoln erstmals auf die angedeutete Reserveradabdeckung, die über die Jahre zu einer Art Markenzeichen der Continental-Reihe geworden war. Die Designerserien wurden aufgegeben. Die Ausstattungslinien hießen stattdessen Executive und Signature Series. 1990 beging Lincoln den 50. Jahrestag der Continental-Reihe. Zur Feier wurde eine besonders hochwertig ausgestattete 50th Anniversary Edition aufgelegt, die sich durch besondere Räder und ein zweifarbig gestaltetes Interieur von den Basismodellen unterschied.

### Modelljahre 1995–2002

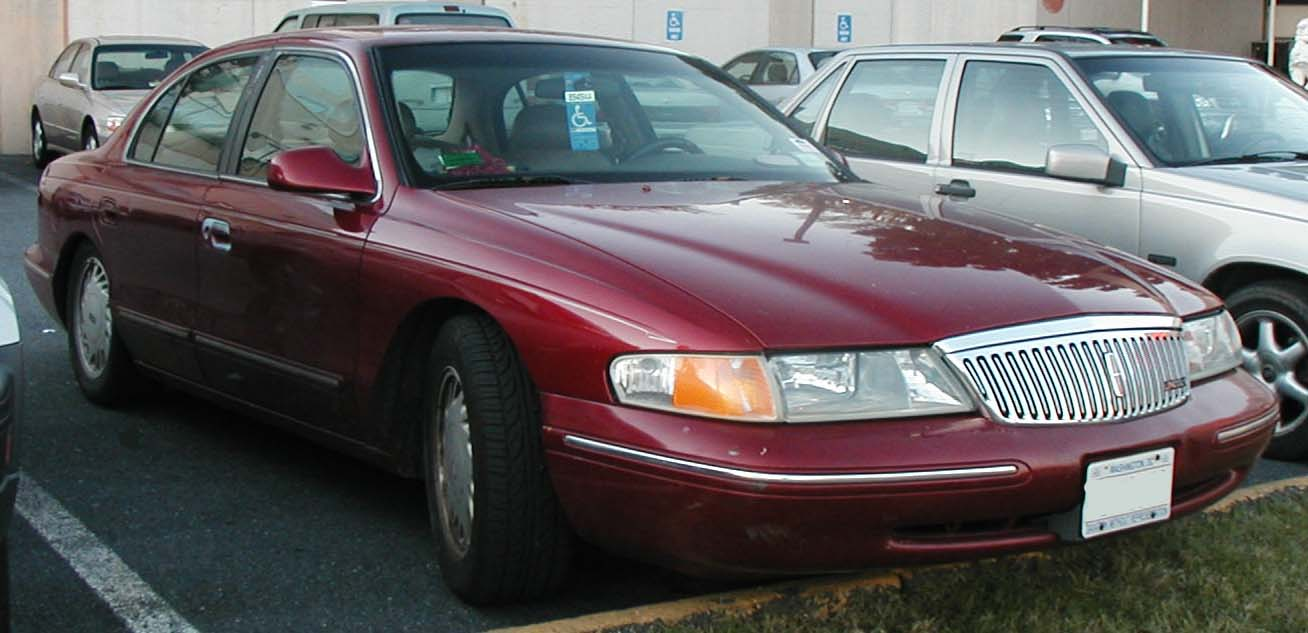
Lincoln Continental (1995)

1994 erschien die zunächst letzte Continental-Reihe. Sie hatte eine neu gestaltete, sehr strömungsgünstige Karosserie, die dem Personal-Luxury-Coupé Lincoln Mark VIII sehr ähnlich war. Technisch blieb die Verwandtschaft mit dem Ford Taurus bestehen. Mit dieser Generation kehrte Lincoln im Continental zu Achtzylindermotoren zurück; Standardmotorisierung war ein 4,6 Liter großer V8-Motor mit einer Leistung von 260 hp.

## Continental X (2016–2020)
Bereits auf der New York International Auto Show 2015 war eine Studie des neuen Lincoln Continental vorgestellt worden. Ein Jahr später wurde auf der North American International Auto Show das Serienmodell des Lincoln Continental präsentiert, das ab Ende 2016 verkauft wurde. Das Fahrzeug basiert auf der gleichen Plattform wie Ford Fusion, Lincoln MKZ und Lincoln MKS.
Der Continental ist keiner Fahrzeugklasse eindeutig zuzuordnen. Betrachtet man den Verkaufspreis, wären die Konkurrenzfahrzeuge in der Oberen Mittelklasse zu finden. Wählt man das Kriterium der Größe und des Platzangebotes, wäre eine Zuordnung zur Oberklasse möglich. Ende Oktober 2020 lief die Produktion der Baureihe ersatzlos aus. Ursache sind der weiterhin schrumpfende Markt für klassische Limousinen und eine daraus folgende Ausrichtung von Lincoln auf das SUV-Segment.

### 80th Anniversary Sondermodell
Im Dezember 2018 präsentierte Lincoln eine auf 80 Exemplare limitierte Version des Continental mit Portaltüren. Das Modell stellt eine Hommage an ein speziell angefertigtes Luxusmodell aus dem Jahr 1939 dar. Im Oktober 2019 gab Lincoln bekannt, für das Modelljahr 2020 weitere 150 Exemplare zu bauen.

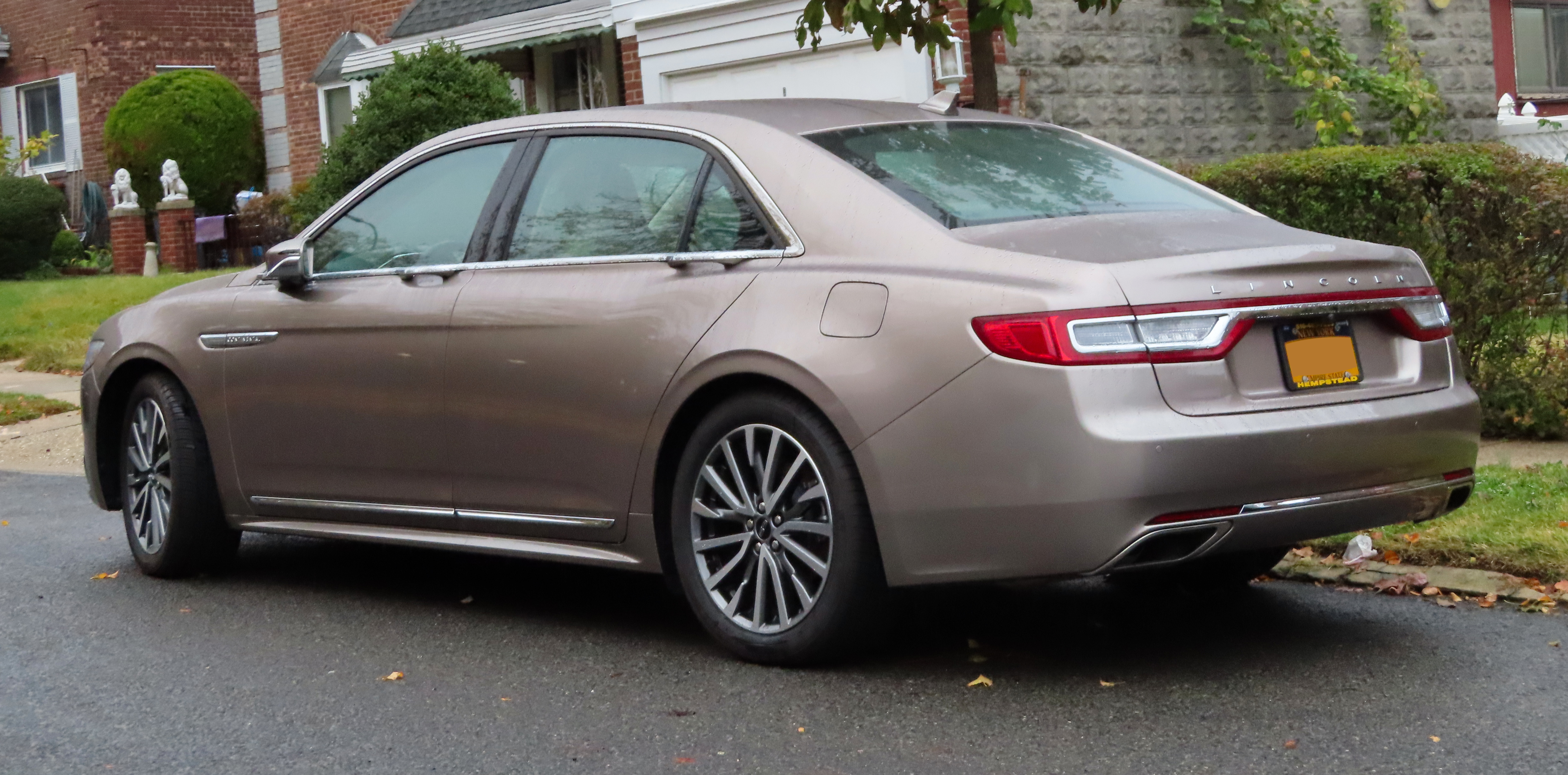
Heckansicht
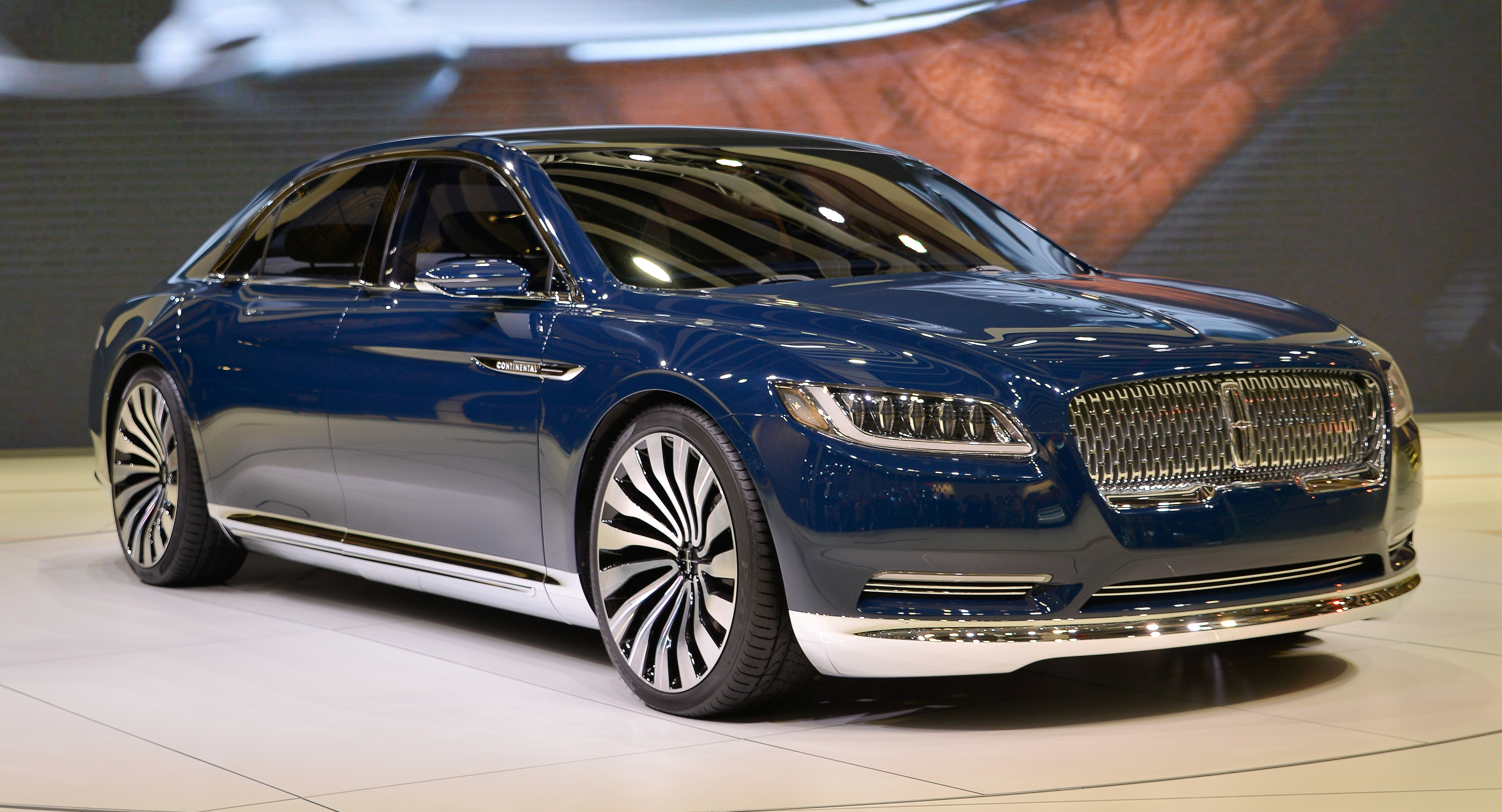
Lincoln Continental Concept 2015
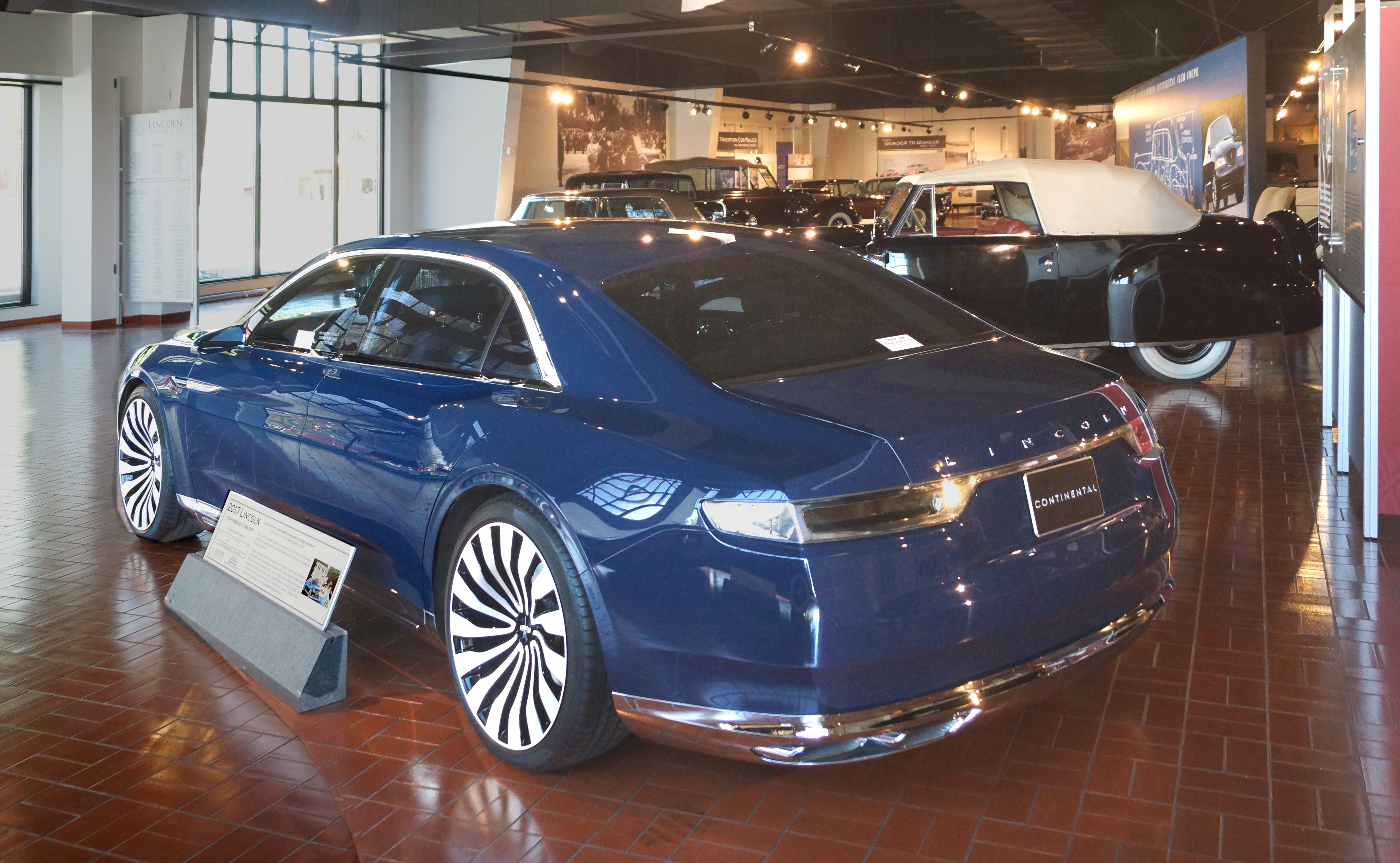
Heckansicht

### Technische Daten
|                                | 2.0 (China)              | 2.0 (China)              | 3.0 V6 (China)           | 2.7 V6 (USA)                | 3.0 V6 (USA)             | 3.7 V6 (USA)                |
| Bauzeitraum                    | 01/2019–10/2020          | 11/2016–05/2020          | 11/2016–05/2020          | 11/2016–10/2020             | 11/2016–10/2020          | 11/2016–10/2020             |
| Motorkenndaten                 |                          |                          |                          |                             |                          |                             |
| Motortyp                       | R4-Ottomotor             | R4-Ottomotor             | V6-Ottomotor             | V6-Ottomotor                | V6-Ottomotor             | V6-Ottomotor                |
| Hubraum                        | 1999 cm³                 | 1999 cm³                 | 2956 cm³                 | 2688 cm³                    | 2956 cm³                 | 3726 cm³                    |
| Verdichtungsverhältnis         | 9,7 : 1                  | 9,7 : 1                  | 9,5 : 1                  | 10,5 : 1                    | 9,5 : 1                  | 10,5 : 1                    |
| max. Leistung bei min−1        | 177 kW (241 PS) / 5000   | 192 kW (261 PS) / 5500   | 278 kW (378 PS) / 5500   | 250 kW (340 PS) / 5700      | 298 kW (405 PS) / 5750   | 227 kW (309 PS) / 6500      |
| max. Drehmoment bei min−1      | 386 Nm / 2500            | 386 Nm / 2500            | 570 Nm / 2500            | 515 Nm / 3500               | 542 Nm / 2750            | 380 Nm / 2500               |
| Kraftübertragung               |                          |                          |                          |                             |                          |                             |
| Antrieb, serienmäßig           | Vorderradantrieb         | Vorderradantrieb         | Allradantrieb            | Vorderradantrieb            | Allradantrieb            | Vorderradantrieb            |
| Antrieb, optional              | —                        | —                        | —                        | (Allradantrieb)             | —                        | (Allradantrieb)             |
| Getriebe, serienmäßig          | 6-Gang-Automatikgetriebe | 6-Gang-Automatikgetriebe | 6-Gang-Automatikgetriebe | 6-Gang-Automatikgetriebe    | 6-Gang-Automatikgetriebe | 6-Gang-Automatikgetriebe    |
| Messwerte                      |                          |                          |                          |                             |                          |                             |
| Höchstgeschwindigkeit          | 229 km/h                 | 229 km/h                 | 229 km/h                 | k. A.                       | k. A.                    | k. A.                       |
| Beschleunigung, 0–100 km/h     | k. A.                    | 7,7 s                    | 5,8 s                    | k. A.                       | k. A.                    | k. A.                       |
| Kraftstoffverbrauch auf 100 km | 8,7 l Super              | 8,5 l Super              | 10,7 l Super             | 11,2 l Super (11,8 l Super) | 12,4 l Super             | 11,8 l Super (12,4 l Super) |
| Tankinhalt                     | 74 l                     | 74 l                     | 74 l                     | 68 l                        | 68 l                     | 68 l                        |